# Herzogenburg
Herzogenburg je město v rakouské spolkové zemi Dolní Rakousy, v okrese St. Pölten.
Sídlo založil roku 764 bavorský vévoda Tassilo III.; poprvé je písemně zmíněno v roce 1014.
K 1. lednu 2016 zde žilo 7 738 obyvatel.